# 马拉戈日皮
马拉戈日皮是巴西巴伊亚州的一个市镇。总面积436.072平方公里，总人口41411人，人口密度95人/平方公里。